# El camino de los sueños (película)
El camino de los sueños es una película de Argentina dirigida por Javier Torre y estrenada el 19 de agosto de 1993. Fue rodada íntegramente en la ciudad de Quequén, provincia de Buenos Aires, al sur del país.

## Sinopsis
Ignacio Silva regresa a su pueblo, un pequeño puerto al sur de Argentina. Allí se reencuentra con sus recuerdos y con un amigo, y conoce a tres mujeres que le llevan a ver la vida de otra manera.

## Reparto
- Víctor Laplace (Ignacio Silva)
- Andrea Pietra
- Blanca Oteyza (Cora)
- Lito Cruz (Ramitos)
- Sandra Ballesteros (Verónica)
- Eva Franco
- Mariano Piñeyro

- Datos: Q5824180